# 同盟政社
同盟政社（どうめいせいしゃ）は、明治時代の日本の衆議院における院内会派。

## 歴史
1892年11月、主に無所属な議員24名によって「同盟倶楽部」として結成された。その後、徐々に立憲改進党に接近、1894年1月に「同盟政社」に改名した。
1894年3月の第3回衆議院議員総選挙で24議席を獲得したのち、5月に同志政社と合併して立憲革新党を結成した。